# Fly by Night
Fly by Night – drugi album studyjny kanadyjskiej grupy Rush i pierwszy, w którym zagrał perkusista Neil Peart.

## Lista utworów
1. „Anthem” – 4:22
2. „Best I Can” – 3:25
3. „Beneath, Between & Behind” – 3:02
4. „By-Tor & the Snow Dog” – 8:37
  1. „At the Tobes of Hades”
  2. „Across the Styx”
  3. „Of the Battle”
  4. „Epilogue”
5. „Fly by Night” – 3:21
6. „Making Memories” – 2:58
7. „Rivendell” – 4:57
8. „In the End” – 6:47